# So Sick
So Sick è un brano musicale del cantautore R&B Ne-Yo, pubblicato come secondo singolo estratto dall'album In My Own Words del 2006.
La canzone è stata generalmente bene accolta dalla critica musicale, ed ha ottenuto un inaspettato successo negli Stati Uniti, riuscendo ad arrivare alla vetta della Billboard Hot 100, in Europa (primo posto nel Regno Unito, secondo in Irlanda) ed in Australia (quarto posto in classifica).
Il singolo è considerato un classico della musica R&B.

## Video musicale
Il video per So Sick, diretto da Hype Williams, ha avuto una massiccia programmazione su Black Entertainment Television ed MTV. Il video mostra il cantante contornato da un paesaggio nevoso.
Esistono due versioni del video della canzone, di cui una mai pubblicata, ma comunque visibile su internet.

## Cover
Il brano è stato più volte soggetto di cover da numerosissimi artisti tra cui Justin Bieber, LL Cool J e Jin Au-Yeung.

## Tracce
CD-Single Island Def Jam 06024 9852864 (UMG) / EAN 0602498528648
1. So Sick - 3:28
2. So Sick (Instrumental) - 3:28

CD-Maxi Island Def Jam 06024 9852863 (UMG) / EAN 0602498528631
1. So Sick - 3:28
2. So Sick (Instrumental) - 3:29
3. Sign Me Up - 3:27
4. So Sick (Video)

## Classifiche
| Classifica (2006) | Posizione massima |
| ----------------- | ----------------- |
| Australia         | 4                 |
| Austria           | 21                |
| Belgio (Fiandre)  | 17                |
| Danimarca         | 10                |
| Francia           | 11                |
| Germania          | 11                |
| Irlanda           | 2                 |
| Italia            | 30                |
| Norvegia          | 10                |
| Nuova Zelanda     | 2                 |
| Paesi Bassi       | 15                |
| Regno Unito       | 1                 |
| Stati Uniti       | 1                 |
| Svizzera          | 5                 |